# El Pla (la Nou de Berguedà)
El Pla és una masia del municipi de la Nou de Berguedà (Berguedà) inclosa en l'Inventari del Patrimoni Arquitectònic de Catalunya.

## Descripció
Masia de planta rectangular, amb coberta a dues vessants i el carener paral·lel a la façana de llevant. És un senzill exemplar de muntanya, de petites dimensions i fet amb materials pobres. Les petites finestres són fetes amb llindes de fusta. La masia fou ampliada al segle xviii amb un cos adossat al mur de migdia cobert a una vessant.

## Història
La Masia del Pla és documentada des del segle xvi i s'esmenta en el Fogatge de l'any 1553. Situada dins el terme parroquial de Sant Martí de la Nou els seus estadants eren vassalls del monestir de Santa Maria de Ripoll al qual pagaven censos.